# 2001 en els vols espacials
Aquest article és una llista d'esdeveniments de vols espacials relacionats que es van produir el 2001.

## Llançaments
| Data i hora (UTC)    | Coet | Coet                                                  | Plataforma de llançament                         | Plataforma de llançament                             | LSP                                                 | LSP                                                 |
| -------------------- | --- | ----------------------------------------------------- | ------------------------------------------------ | ---------------------------------------------------- | --------------------------------------------------- | --------------------------------------------------- |
| Data i hora (UTC)    | Càrrega útil | Operador                                              | Òrbita                                           | Funció                                               | Deteriorament (UTC)                                 | Resultat                                            |
| Data i hora (UTC)    | Comentaris |                                                       |                                                  |                                                      |                                                     |                                                     |
| Gener                | |                                                       |                                                  |                                                      |                                                     |                                                     |
| 9 de gener 17:00     | Xina - Long March 2F | Xina - Long March 2F                                  | Xina - Jiuquan                                   | Xina - Jiuquan                                       | Xina                                                | Xina                                                |
| 9 de gener 17:00     | Xina - Shenzhou 2 | CASC                                                  | Òrbita baixa                                     | Prova de nau espacial                                | 16 de gener 11:22                                   | Reeixit                                             |
| 9 de gener 17:00     | Xina - Mòdul orbital Shenzhou | CASC                                                  | Òrbita baixa                                     | Prova de nau espacial                                | 24 d'agost 09:05                                    | Reeixit                                             |
| 10 de gener 22:09    | Europa - Ariane 4 44P | Europa - Ariane 4 44P                                 | França - Kourou ELA-2                            | França - Kourou ELA-2                                | França - Arianespace                                | França - Arianespace                                |
| 10 de gener 22:09    | Turquia - Turksat 2A | Eurasiasat SAM                                        | Geosíncrona                                      | Comunicacions                                        | En òrbita                                           | Operacional                                         |
| 24 de gener 04:28    | Rússia - Soiuz-U | Rússia - Soiuz-U                                      | Kazakhstan - Baikonur Site 1/5                   | Kazakhstan - Baikonur Site 1/5                       | Rússia - Roskosmos                                  | Rússia - Roskosmos                                  |
| 24 de gener 04:28    | Rússia - Progress M1-5 | Roskosmos                                             | Òrbita baixa (Mir)                               | Desorbiteig de la Mir                                | 23 de març 05:50                                    | Reeixit                                             |
| 24 de gener 04:28    | Últim acoblament d'una nau espacial amb l'estació espacial Mir. Va romandre acoblat durant la reentrada. |                                                       |                                                  |                                                      |                                                     |                                                     |
| 30 de gener 07:55    | Estats Units - Delta II 7925-9.5 | Estats Units - Delta II 7925-9.5                      | Estats Units - Cape Canaveral SLC-17A            | Estats Units - Cape Canaveral SLC-17A                | Estats Units - Boeing IDS                           | Estats Units - Boeing IDS                           |
| 30 de gener 07:55    | Estats Units - GPS IIR-7 (USA-156) | Força Aèria dels Estats Units d'Amèrica               | Òrbita mitjana                                   | Navegació                                            | En òrbita                                           | Operacional                                         |
| Febrer               | |                                                       |                                                  |                                                      |                                                     |                                                     |
| 7 de febrer 23:05    | Europa - Ariane 4 44L | Europa - Ariane 4 44L                                 | França - Kourou ELA-2                            | França - Kourou ELA-2                                | França - Arianespace                                | França - Arianespace                                |
| 7 de febrer 23:05    | Sicral |                                                       | Geoestacionària                                  | Comunicacions                                        | En òrbita                                           | Operacional                                         |
| 7 de febrer 23:05    | Regne Unit - Skynet 4F | MoD (UK)                                              | Geoestacionària                                  | Comunicacions                                        | En òrbita                                           | Operacional                                         |
| 7 de febrer 23:05    | Skynet 4F és l'últim satèl·lit de la classe ECS. |                                                       |                                                  |                                                      |                                                     |                                                     |
| 7 de febrer 23:13    | Estats Units Transbordador espacial Atlantis - | Estats Units Transbordador espacial Atlantis -        | Estats Units - Kennedy LC-39A                    | Estats Units - Kennedy LC-39A                        | Estats Units - United Space Alliance                | Estats Units - United Space Alliance                |
| 7 de febrer 23:13    | Estats Units - STS-98 | NASA                                                  | Òrbita baixa (ISS)                               | Acoblament de la ISS                                 | 20 de febrer 20:33                                  | Reeixit                                             |
| 7 de febrer 23:13    | Nacions Unides - Destiny | NASA                                                  | Òrbita baixa (ISS)                               | Component de la ISS (Estació espacial internacional) | En òrbita                                           | Operacional                                         |
| 7 de febrer 23:13    | Vol espacial orbital tripulat amb 5 astronautes |                                                       |                                                  |                                                      |                                                     |                                                     |
| 20 de febrer 08:48   | Rússia - Start-1 | Rússia - Start-1                                      | Rússia - Svobodniy Site 5                        | Rússia - Svobodniy Site 5                            | Rússia                                              | Rússia                                              |
| 20 de febrer 08:48   | Suècia - Odin | SSC                                                   | Òrbita baixa                                     | Infrared Astronomia                                  | En òrbita                                           | Operacional                                         |
| 26 de febrer 08:09   | Rússia - Soiuz-U | Rússia - Soiuz-U                                      | Kazakhstan - Baikonur Site 1/5                   | Kazakhstan - Baikonur Site 1/5                       | Rússia - Roskosmos                                  | Rússia - Roskosmos                                  |
| 26 de febrer 08:09   | Rússia - Progress M-44 | Roskosmos                                             | Òrbita baixa (ISS)                               | Logística                                            | 16 d'abril 13:23                                    | Reeixit                                             |
| 26 de febrer 08:09   | Vol de la ISS 3P |                                                       |                                                  |                                                      |                                                     |                                                     |
| 27 de febrer 21:20   | Estats Units - Titan IVB (401)/Centaur | Estats Units - Titan IVB (401)/Centaur                | Estats Units - Cape Canaveral SLC-40             | Estats Units - Cape Canaveral SLC-40                 | Estats Units - Lockheed Martin                      | Estats Units - Lockheed Martin                      |
| 27 de febrer 21:20   | Estats Units - Milstar 2 (USA-157) | Força Aèria dels Estats Units d'Amèrica               | Geosíncrona                                      | Comunicacions                                        | En òrbita                                           | Operacional                                         |
| Març                 | |                                                       |                                                  |                                                      |                                                     |                                                     |
| 8 de març 11:42      | Estats Units - Transbordador espacial Discovery - | Estats Units - Transbordador espacial Discovery -     | Estats Units - Kennedy LC-39B                    | Estats Units - Kennedy LC-39B                        | Estats Units - United Space Alliance                | Estats Units - United Space Alliance                |
| 8 de març 11:42      | Estats Units - STS-102 | NASA                                                  | Òrbita baixa (ISS)                               | Acoblament de la ISS                                 | 21 de març 07:31                                    | Reeixit                                             |
| 8 de març 11:42      | Itàlia Estats Units - Leonardo MPLM | ASI/NASA                                              | Òrbita baixa (ISS)                               | Logística                                            | 21 de març 07:31                                    | Reeixit                                             |
| 8 de març 11:42      | Vol espacial orbital tripulat amb 7 astronautes, intercanvi de tripulació de la ISS (llançats amb l'Expedition 2) vol inaugural del Multi-Purpose Logistics Module                                                  |                                                       |                                                  |                                                      |                                                     |                                                     |
| 8 de març 22:51      | Europa - Ariane 5G | Europa - Ariane 5G                                    | França - Kourou ELA-3                            | França - Kourou ELA-3                                | França - Arianespace                                | França - Arianespace                                |
| 8 de març 22:51      | França - Eurobird | Eutelsat                                              | Geosíncrona                                      | Comunicacions                                        | En òrbita                                           | Operacional                                         |
| 8 de març 22:51      | Japó - BSAT-2A | BSAT                                                  | Geosíncrona                                      | Comunicacions                                        | En òrbita                                           | Operacional                                         |
| 18 de març 22:33     | Ucraïna - Zenit-3SL | Ucraïna - Zenit-3SL                                   | Noruega - Ocean Odyssey                          | Noruega - Ocean Odyssey                              | Nacions Unides - Sea Launch                         | Nacions Unides - Sea Launch                         |
| 18 de març 22:33     | Estats Units - XM-2 "Rock" | XM Satellite Radio                                    | Geosíncrona                                      | Comunicacions                                        | En òrbita                                           | Error parcial de satèl·lit                          |
| 18 de març 22:33     | Error de disseny en els panells solars va permetre una vida útil més curta, desactivat el novembre 2006 |                                                       |                                                  |                                                      |                                                     |                                                     |
| Abril                | |                                                       |                                                  |                                                      |                                                     |                                                     |
| 7 d'abril 03:47      | Rússia - Proton-M/Briz-M | Rússia - Proton-M/Briz-M                              | Kazakhstan - Baikonur Site 81/24                 | Kazakhstan - Baikonur Site 81/24                     | Rússia                                              | Rússia                                              |
| 7 d'abril 03:47      | Rússia - Ekran-M-18 | GPKS                                                  | Geosíncrona                                      | Comunicacions                                        | En òrbita                                           | Operacional                                         |
| 7 d'abril 03:47      | Vol inaugural del Proton-M |                                                       |                                                  |                                                      |                                                     |                                                     |
| 7 d'abril 15:02      | Estats Units - Delta II 7925-9.5 | Estats Units - Delta II 7925-9.5                      | Estats Units - Cape Canaveral SLC-17A            | Estats Units - Cape Canaveral SLC-17A                | Estats Units - Boeing IDS                           | Estats Units - Boeing IDS                           |
| 7 d'abril 15:02      | Estats Units - 2001 Mars Odyssey | NASA                                                  | Areocèntrica                                     | Orbitador de Mart                                    | En òrbita                                           | Operacional                                         |
| 18 d'abril 10:13     | Índia - GSLV | Índia - GSLV                                          | Índia - Satish Dhawan                            | Índia - Satish Dhawan                                | Índia - ISRO                                        | Índia - ISRO                                        |
| 18 d'abril 10:13     | Índia - GSAT-1 | ISRO                                                  | Geosíncrona                                      | Comunicacions                                        | En òrbita                                           | Error                                               |
| 18 d'abril 10:13     | La càrrega es va col·locar en òrbita incorrecta a causa de una falta d'energia en l'etapa superior del llançament del vehicle Vol inaugural del GSLV                                                                |                                                       |                                                  |                                                      |                                                     |                                                     |
| 19 d'abril 18:40     | Estats Units - Transbordador espacial Endeavour - | Estats Units - Transbordador espacial Endeavour -     | Estats Units - Kennedy LC-39A                    | Estats Units - Kennedy LC-39A                        | Estats Units - United Space Alliance                | Estats Units - United Space Alliance                |
| 19 d'abril 18:40     | Estats Units - STS-100 | NASA                                                  | Òrbita baixa (ISS)                               | Acoblament de la ISS                                 | 1 de maig 16:10                                     | Reeixit                                             |
| 19 d'abril 18:40     | Itàlia Estats Units - Raffaello MPLM | ASI/NASA                                              | Òrbita baixa (ISS)                               | Logística                                            | 1 de maig 16:10                                     | Reeixit                                             |
| 19 d'abril 18:40     | Nacions Unides - Canadarm2 | NASA                                                  | Òrbita baixa (ISS)                               | Component de la ISS (Estació espacial internacional) | En òrbita                                           | Operacional                                         |
| 19 d'abril 18:40     | Vol espacial orbital tripulat amb 7 astronautes |                                                       |                                                  |                                                      |                                                     |                                                     |
| 28 d'abril 07:37     | Rússia - Soiuz-U | Rússia - Soiuz-U                                      | Kazakhstan - Baikonur Site 1/5                   | Kazakhstan - Baikonur Site 1/5                       | Rússia - Roskosmos                                  | Rússia - Roskosmos                                  |
| 28 d'abril 07:37     | Rússia - Soiuz TM-32 | Roskosmos                                             | Òrbita baixa (ISS)                               | Nau d'escapament de la ISS                           | 31 d'octubre                                        | Reeixit                                             |
| 28 d'abril 07:37     | Vol espacial orbital tripulat amb tres cosmonautes incloent-hi el primer turista espacial |                                                       |                                                  |                                                      |                                                     |                                                     |
| Maig                 | |                                                       |                                                  |                                                      |                                                     |                                                     |
| 8 de maig 22:10      | Ucraïna - Zenit-3SL | Ucraïna - Zenit-3SL                                   | Noruega - Ocean Odyssey                          | Noruega - Ocean Odyssey                              | Nacions Unides - Sea Launch                         | Nacions Unides - Sea Launch                         |
| 8 de maig 22:10      | Estats Units - XM-1 "Roll" | XM Satellite Radio                                    | Geosíncrona                                      | Comunicacions                                        | En òrbita                                           | Error parcial de satèl·lit                          |
| 8 de maig 22:10      | Un error de disseny va permetre als panells solars una vida útil més curta, desactivat el novembre 2006 |                                                       |                                                  |                                                      |                                                     |                                                     |
| 15 de maig 01:11     | Rússia - Proton-K/DM-2M | Rússia - Proton-K/DM-2M                               | Kazakhstan - Baikonur Site 81/23                 | Kazakhstan - Baikonur Site 81/23                     | Rússia Estats Units - International Launch Services | Rússia Estats Units - International Launch Services |
| 15 de maig 01:11     | Estats Units - Panamsat 10 | PanAmSat                                              | Geosíncrona                                      | Comunicacions                                        | En òrbita                                           | Operacional                                         |
| 18 de maig 17:45     | Estats Units - Delta II 7925-9.5 | Estats Units - Delta II 7925-9.5                      | Estats Units - Cape Canaveral SLC-17B            | Estats Units - Cape Canaveral SLC-17B                | Estats Units - Boeing IDS                           | Estats Units - Boeing IDS                           |
| 18 de maig 17:45     | Estats Units - GeoLITE (USA-158) | NRO                                                   | Geoestacionària                                  | Comunicacions experimentals                          | En òrbita                                           | Operacional                                         |
| 20 de maig 22:32     | Rússia - Soiuz-FG | Rússia - Soiuz-FG                                     | Kazakhstan - Baikonur Site 1/5                   | Kazakhstan - Baikonur Site 1/5                       | Rússia - Roskosmos                                  | Rússia - Roskosmos                                  |
| 20 de maig 22:32     | Rússia - Progress M1-6 | Roskosmos                                             | Òrbita baixa (ISS)                               | Logística                                            | 22 d'agost                                          | Reeixit                                             |
| 20 de maig 22:32     | Vol inaugural del Soiuz-FG Vol de la ISS 4P |                                                       |                                                  |                                                      |                                                     |                                                     |
| 29 de maig 17:55     | Rússia - Soiuz-U | Rússia - Soiuz-U                                      | Rússia - Plesetsk Site 43/4                      | Rússia - Plesetsk Site 43/4                          | Rússia - VKS                                        | Rússia - VKS                                        |
| 29 de maig 17:55     | Rússia - Kosmos 2377 | MO RF                                                 | Òrbita baixa                                     | Reconeixement                                        | 10 d'octubre                                        | Reeixit                                             |
| Juny                 | |                                                       |                                                  |                                                      |                                                     |                                                     |
| 8 de juny 15:08      | Rússia - Kosmos-3M | Rússia - Kosmos-3M                                    | Rússia - Plesetsk Site 132                       | Rússia - Plesetsk Site 132                           | Rússia - VKS                                        | Rússia - VKS                                        |
| 8 de juny 15:08      | Rússia - Kosmos 2378 | MO RF                                                 | Òrbita baixa                                     | Navegació                                            | En òrbita                                           | Operacional                                         |
| 9 de juny 06:45      | Europa - Ariane 4 44L | Europa - Ariane 4 44L                                 | França - Kourou ELA-2                            | França - Kourou ELA-2                                | França - Arianespace                                | França - Arianespace                                |
| 9 de juny 06:45      | Nacions Unides - Intelsat 901 | Intelsat                                              | Geosíncrona                                      | Comunicacions                                        | En òrbita                                           | Operacional                                         |
| 16 de juny 01:49     | Rússia - Proton-K/DM-2M | Rússia - Proton-K/DM-2M                               | Kazakhstan - Baikonur Site 81/23                 | Kazakhstan - Baikonur Site 81/23                     | Rússia Estats Units - International Launch Services | Rússia Estats Units - International Launch Services |
| 16 de juny 01:49     | Luxemburg - Astra 2C | SES Astra                                             | Geosíncrona                                      | Comunicacions                                        | En òrbita                                           | Operacional                                         |
| 19 de juny 04:41     | Estats Units - Atlas IIAS | Estats Units - Atlas IIAS                             | Estats Units - Cape Canaveral SLC-36B            | Estats Units - Cape Canaveral SLC-36B                | Rússia Estats Units - International Launch Services | Rússia Estats Units - International Launch Services |
| 19 de juny 04:41     | Estats Units - ICO F2 | ICO                                                   | Òrbita mitjana                                   | Comunicacions                                        | En òrbita                                           | Operacional                                         |
| 30 de juny 17:45     | Estats Units - Delta II 7425-10 | Estats Units - Delta II 7425-10                       | Estats Units - Cape Canaveral SLC-17B            | Estats Units - Cape Canaveral SLC-17B                | Estats Units - Boeing IDS                           | Estats Units - Boeing IDS                           |
| 30 de juny 17:45     | Estats Units - WMAP | NASA                                                  | Punt de Lagrange Terra-Sol L₂                    | Astronomia                                           | En òrbita                                           | Reeixit                                             |
| 30 de juny 17:45     | Les operacions van cesar el 20 d'agost 2010, subseqüentment per maniobrar en òrbita heliocèntrica el 8 de setembre                                                                                                  |                                                       |                                                  |                                                      |                                                     |                                                     |
| Juliol               | |                                                       |                                                  |                                                      |                                                     |                                                     |
| 12 de juliol 09:03   | Estats Units - Transbordador Atlantis | Estats Units - Transbordador Atlantis                 | Estats Units - Kennedy LC-39B                    | Estats Units - Kennedy LC-39B                        | Estats Units - United Space Alliance                | Estats Units - United Space Alliance                |
| 12 de juliol 09:03   | Estats Units - STS-104 | NASA                                                  | Òrbita baixa (ISS)                               | Acoblament de la ISS                                 | 25 de juliol 03:38                                  | Reeixit                                             |
| 12 de juliol 09:03   | Nacions Unides - Quest | NASA                                                  | Òrbita baixa                                     | Component de la ISS (Estació espacial internacional) | En òrbita                                           | Operacional                                         |
| 12 de juliol 09:03   | Vol espacial orbital tripulat amb cinc astronautes |                                                       |                                                  |                                                      |                                                     |                                                     |
| 12 de juliol 21:58   | Europa - Ariane 5G | Europa - Ariane 5G                                    | França - Kourou ELA-3                            | França - Kourou ELA-3                                | França - Arianespace                                | França - Arianespace                                |
| 12 de juliol 21:58   | Europa - Artemis | ESA                                                   | Geosíncrona                                      | Navegació                                            | En òrbita                                           | Error parcial de llançament Operacional             |
| 12 de juliol 21:58   | Japó - BSAT-2B | BSAT                                                  | Destinat: Geosíncrona Aconseguit: Òrbita mitjana | Comunicacions                                        | En òrbita                                           | Error de llançament                                 |
| 12 de juliol 21:58   | Separació prematura en la segona etapa. Artemis va aconseguir l'òrbita correcta amb poca energia, el BSAT es va abandonar en òrbita inútil                                                                          |                                                       |                                                  |                                                      |                                                     |                                                     |
| 20 de juliol 00:17   | Rússia - Molniya-M | Rússia - Molniya-M                                    | Rússia - Plesetsk Site 43/4                      | Rússia - Plesetsk Site 43/4                          | Rússia - VKS                                        | Rússia - VKS                                        |
| 20 de juliol 00:17   | Rússia - Molniya 3–51 | MO RF                                                 | Molnia                                           | Comunicacions                                        | En òrbita                                           | Operacional                                         |
| 23 de juliol 07:23   | Estats Units - Atlas IIA | Estats Units - Atlas IIA                              | Estats Units - Cape Canaveral SLC-36A            | Estats Units - Cape Canaveral SLC-36A                |                                                     |                                                     |
| 23 de juliol 07:23   | Estats Units - GOES-12 (GOES-M) | NOAA                                                  | Geosíncrona                                      | Satèl·lit climàtic                                   | En òrbita                                           | Operacional                                         |
| 31 de juliol 08:00   | Ucraïna - Tsyklon-3 | Ucraïna - Tsyklon-3                                   | Rússia - Plesetsk Site 32/2                      | Rússia - Plesetsk Site 32/2                          | Rússia - VKS                                        | Rússia - VKS                                        |
| 31 de juliol 08:00   | Rússia - Koronas F | RAKA                                                  | Heliosíncrona                                    | Observació solar                                     | En òrbita                                           | Operacional                                         |
| Agost                | |                                                       |                                                  |                                                      |                                                     |                                                     |
| 6 d'agost 07:28      | Estats Units - Titan IVB (402)/IUS | Estats Units - Titan IVB (402)/IUS                    | Estats Units - Cape Canaveral SLC-40             | Estats Units - Cape Canaveral SLC-40                 | Estats Units - Lockheed Martin                      | Estats Units - Lockheed Martin                      |
| 6 d'agost 07:28      | Estats Units - DSP-21 (USA-159) | Força Aèria dels Estats Units d'Amèrica               | Geosíncrona                                      | Sistema d'alertes de míssils                         | En òrbita                                           | Operacional                                         |
| 8 d'agost 16:13      | Estats Units - Delta II 7326-9.5 | Estats Units - Delta II 7326-9.5                      | Estats Units - Cape Canaveral SLC-17A            | Estats Units - Cape Canaveral SLC-17A                | Estats Units - Boeing IDS                           | Estats Units - Boeing IDS                           |
| 8 d'agost 16:13      | Estats Units - Genesis | NASA                                                  | Punt de Lagrange Terra-Sol L1                    | Recull de mostres de vent solar                      | 8 de setembre 2004                                  | Error parcial                                       |
| 8 d'agost 16:13      | El paracaigudes no es va desplegar en la caiguda a la Terra, es van recuperar algunes mostres. |                                                       |                                                  |                                                      |                                                     |                                                     |
| 10 d'agost 21:10     | Estats Units - Transbordador espacial Discovery | Estats Units - Transbordador espacial Discovery       | Estats Units - Kennedy LC-39A                    | Estats Units - Kennedy LC-39A                        | Estats Units - United Space Alliance                | Estats Units - United Space Alliance                |
| 10 d'agost 21:10     | Estats Units - STS-105 | NASA                                                  | Òrbita baixa (ISS)                               | Acoblament de la ISS                                 | 22 d'agost 03:38                                    | Reeixit                                             |
| 10 d'agost 21:10     | Itàlia Estats UnitsLeonardo MPLM | ASI/NASA                                              | Òrbita baixa (ISS)                               | Logística                                            | 22 d'agost 03:38                                    | Reeixit                                             |
| 10 d'agost 21:10     | Estats Units - Simplesat | NASA                                                  | Òrbita baixa                                     | Astronomia                                           | 30 de gener 2002                                    | Error                                               |
| 10 d'agost 21:10     | Vol espacial orbital tripulat amb set astronautes Intercanvi de tripulació de la ISS (llançats amb l'Expedition 3) El Simplesat es va llançar el 20 d'agost 18:30 UTC, i no va poder posar-se en contacte amb terra |                                                       |                                                  |                                                      |                                                     |                                                     |
| 21 d'agost 09:23     | Rússia - Soiuz-U | Rússia - Soiuz-U                                      | Kazakhstan - Baikonur Site 1/5                   | Kazakhstan - Baikonur Site 1/5                       | Rússia - Roskosmos                                  | Rússia - Roskosmos                                  |
| 21 d'agost 09:23     | Rússia - Progress M-45 | Roskosmos                                             | Òrbita baixa (ISS)                               | Logística                                            | 22 de novembre                                      | Reeixit                                             |
| 21 d'agost 09:23     | Vol de la ISS 5P |                                                       |                                                  |                                                      |                                                     |                                                     |
| 24 d'agost 20:35     | Rússia - Proton-K/DM-2 | Rússia - Proton-K/DM-2                                | Kazakhstan - Baikonur Site 81/24                 | Kazakhstan - Baikonur Site 81/24                     | Rússia - VKS                                        | Rússia - VKS                                        |
| 24 d'agost 20:35     | Rússia - Kosmos 2379 | VKS                                                   | Geosíncrona                                      | Sistema d'alertes                                    | En òrbita                                           | Operacional                                         |
| 29 d'agost 07:00     | Japó - H-IIA 202 | Japó - H-IIA 202                                      | Japó - Tanegashima LA-Y1                         | Japó - Tanegashima LA-Y1                             | Japó                                                | Japó                                                |
| 29 d'agost 07:00     | Japó - LRE | NASDA                                                 | Transferència geoestacionària                    | Determinació de l'òrbita                             | En òrbita                                           | Reeixit                                             |
| 29 d'agost 07:00     | Japó - VEP-2 | NASDA                                                 | Transferència geoestacionària                    | Nau espacial repetitiva                              | En òrbita                                           | Reeixit                                             |
| 29 d'agost 07:00     | Vol inaugural del H-IIA |                                                       |                                                  |                                                      |                                                     |                                                     |
| 30 d'agost 06:46     | Europa - Ariane 4 44L | Europa - Ariane 4 44L                                 | França - Kourou ELA-2                            | França - Kourou ELA-2                                | França - Arianespace                                | França - Arianespace                                |
| 30 d'agost 06:46     | Nacions Unides - Intelsat 902 | Intelsat                                              | Geosíncrona                                      | Comunicacions                                        | En òrbita                                           | Operacional                                         |
| Setembre             | |                                                       |                                                  |                                                      |                                                     |                                                     |
| 8 de setembre 15:25  | Estats Units - Atlas IIAS | Estats Units - Atlas IIAS                             | Estats Units - Vandenberg SLC-3E                 | Estats Units - Vandenberg SLC-3E                     |                                                     |                                                     |
| 8 de setembre 15:25  | Estats Units - NOSS C1-1 (USA-160) | NRO                                                   | Òrbita baixa                                     | SIGINT                                               | En òrbita                                           | Operacional                                         |
| 8 de setembre 15:25  | Estats Units - NOSS C1-1 (USA-160-2) | NRO                                                   | Òrbita baixa                                     | SIGINT                                               | En òrbita                                           | Operacional                                         |
| 14 de setembre 23:34 | Rússia - Soiuz-U | Rússia - Soiuz-U                                      | Kazakhstan - Baikonur Site 1/5                   | Kazakhstan - Baikonur Site 1/5                       | Rússia - Roskosmos                                  | Rússia - Roskosmos                                  |
| 14 de setembre 23:34 | Rússia - Progress M-SO1 | Roskosmos                                             | Òrbita baixa (ISS)                               | Remolcador orbital                                   | 26 de setembre                                      | Reeixit                                             |
| 14 de setembre 23:34 | Nacions Unides - Pirs | Roskosmos                                             | Òrbita baixa (ISS)                               | Component de la ISS (Estació espacial internacional) | En òrbita                                           | Operacional                                         |
| 14 de setembre 23:34 | Vol de la ISS 4R |                                                       |                                                  |                                                      |                                                     |                                                     |
| 21 de setembre 18:49 | Estats Units - Taurus 2110 | Estats Units - Taurus 2110                            | Estats Units - Vandenberg LC-576E                | Estats Units - Vandenberg LC-576E                    | Estats Units - Orbital Sciences                     | Estats Units - Orbital Sciences                     |
| 21 de setembre 18:49 | Estats Units - Orbview-4 | OrbImage                                              | Destinat: Òrbita baixa                           | Observació de la Terra                               | 21 de setembre                                      | Error de llançament                                 |
| 21 de setembre 18:49 | Estats Units - QuikTOMS | NASA                                                  | Destinat: Òrbita baixa                           | Observació de l'Ozó                                  | 21 de setembre                                      | Error de llançament                                 |
| 21 de setembre 18:49 | Estats Units - SBD | Orbital Sciences                                      |                                                  | Nau espacial repetitiva                              | 21 de setembre                                      | Error de llançament                                 |
| 21 de setembre 18:49 | Estats Units - Celestis-4 | Celestis                                              | Destinat: Òrbita baixa                           | Sepultura espacial                                   | 21 de setembre                                      | Error de llançament                                 |
| 21 de setembre 18:49 | No va poder arribar a l'òrbita per problemes de control |                                                       |                                                  |                                                      |                                                     |                                                     |
| 25 de setembre 23:21 | Europa - Ariane 4 44P | Europa - Ariane 4 44P                                 | França - Kourou ELA-2                            | França - Kourou ELA-2                                | França - Arianespace                                | França - Arianespace                                |
| 25 de setembre 23:21 | França - Atlantic Bird 2 | Eutelsat                                              | Geosíncrona                                      | Comunicacions                                        | En òrbita                                           | Operacional                                         |
| 25 de setembre 23:21 | Vol final del Ariane 4 44P |                                                       |                                                  |                                                      |                                                     |                                                     |
| 30 de setembre 02:40 | Estats Units - Athena I | Estats Units - Athena I                               | Estats Units - Kodiak LP-1                       | Estats Units - Kodiak LP-1                           | Estats Units - Lockheed Martin                      | Estats Units - Lockheed Martin                      |
| 30 de setembre 02:40 | Estats Units - Starshine 3 | NASA                                                  | Òrbita baixa                                     |                                                      | 21 de gener 2003                                    | Reeixit                                             |
| 30 de setembre 02:40 | Estats Units - Picosat 9 | Força Aèria dels Estats Units d'Amèrica               | Òrbita baixa                                     | Proves de components electrònics                     | En òrbita                                           | Reeixit                                             |
| 30 de setembre 02:40 | Estats Units - PCSat | Força Aèria dels Estats Units d'Amèrica               | Òrbita baixa                                     | Comunicacions                                        | En òrbita                                           | Operacional                                         |
| 30 de setembre 02:40 | Estats Units - Sapphire | Universitat Stanford                                  | Òrbita baixa                                     |                                                      | En òrbita                                           | Operacional                                         |
| 30 de setembre 02:40 | Kodiak Star, missió del Space Test Program. vol final de l'Athena I, i el vol final de la família de coets Athena, que es va reactivar després. El primer llançament orbital de Kodiak Island.                      |                                                       |                                                  |                                                      |                                                     |                                                     |
| Octubre              | |                                                       |                                                  |                                                      |                                                     |                                                     |
| 5 d'octubre 21:21    | Estats Units - Titan IVB (404) | Estats Units - Titan IVB (404)                        | Estats Units - Vandenberg SLC-4E                 | Estats Units - Vandenberg SLC-4E                     | Estats Units - Lockheed Martin                      | Estats Units - Lockheed Martin                      |
| 5 d'octubre 21:21    | Estats Units - EIS-2 (USA-161) | NRO                                                   | Heliosíncrona                                    | Reconeixement                                        | En òrbita                                           | Operacional                                         |
| 6 d'octubre 16:45    | Rússia - Proton-K/DM-2 | Rússia - Proton-K/DM-2                                | Kazakhstan - Baikonur Site 81                    | Kazakhstan - Baikonur Site 81                        | Rússia - VKS                                        | Rússia - VKS                                        |
| 6 d'octubre 16:45    | Rússia - Raduga-1 | VKS                                                   | Geosíncrona                                      | Comunicacions                                        | En òrbita                                           | Operacional                                         |
| 11 d'octubre 02:32   | Estats Units - Atlas IIAS | Estats Units - Atlas IIAS                             | Estats Units - Cape Canaveral SLC-36B            | Estats Units - Cape Canaveral SLC-36B                |                                                     |                                                     |
| 11 d'octubre 02:32   | Estats Units - Aquila (USA-162) | NRO                                                   | Geosíncrona                                      | Comunicacions                                        | En òrbita                                           | Operacional                                         |
| 18 d'octubre 18:51   | Estats Units - Delta II 7320-10 | Estats Units - Delta II 7320-10                       | Estats Units - Vandenberg SLC-2W                 | Estats Units - Vandenberg SLC-2W                     | Estats Units - Boeing IDS                           | Estats Units - Boeing IDS                           |
| 18 d'octubre 18:51   | Estats Units - QuickBird 2 | DigitalGlobe                                          | Òrbita baixa                                     | Imatgeria de la Terra                                | En òrbita                                           | Operacional                                         |
| 21 d'octubre 08:59   | Rússia - Soiuz-U | Rússia - Soiuz-U                                      | Kazakhstan - Baikonur Site 1/5                   | Kazakhstan - Baikonur Site 1/5                       | Rússia - Roskosmos                                  | Rússia - Roskosmos                                  |
| 21 d'octubre 08:59   | Rússia - Soiuz TM-33 | Roskosmos                                             | Òrbita baixa (ISS)                               | Nau d'escapament ISS                                 | 5 de maig 2002 03:52                                | Reeixit                                             |
| 21 d'octubre 08:59   | Vol espacial orbital tripulat amb tres cosmonautes |                                                       |                                                  |                                                      |                                                     |                                                     |
| 22 d'octubre 04:53   | Índia - PSLV | Índia - PSLV                                          | Índia - Satish Dhawan                            | Índia - Satish Dhawan                                | Índia - ISRO                                        | Índia - ISRO                                        |
| 22 d'octubre 04:53   | Índia - TES | ISRO                                                  | Òrbita baixa                                     | Reconeixement                                        | En òrbita                                           | Operacional                                         |
| 22 d'octubre 04:53   | Europa - PROBA | ESA                                                   | Òrbita baixa                                     | Demostració tecnològica                              | En òrbita                                           | Operacional                                         |
| 22 d'octubre 04:53   | BIRD |                                                       | Òrbita baixa                                     | Imatgeria de la Terra                                | En òrbita                                           | Operacional                                         |
| 25 d'octubre 11:34   | Rússia - Molniya-M | Rússia - Molniya-M                                    | Rússia - Plesetsk Site 43/3                      | Rússia - Plesetsk Site 43/3                          | Rússia - VKS                                        | Rússia - VKS                                        |
| 25 d'octubre 11:34   | Rússia - Molniya 3–52 | VKS                                                   | Molniya                                          | Comunicacions                                        | 6 de desembre 2011                                  | Reeixit                                             |
| Novembre             | |                                                       |                                                  |                                                      |                                                     |                                                     |
| 26 de novembre 18:24 | Rússia - Soiuz-FG | Rússia - Soiuz-FG                                     | Kazakhstan - Baikonur Site 1/5                   | Kazakhstan - Baikonur Site 1/5                       | Rússia - Roskosmos                                  | Rússia - Roskosmos                                  |
| 26 de novembre 18:24 | Rússia - Progress M1-7 | Roskosmos                                             | Òrbita baixa (ISS)                               | Logística                                            | 20 de març 2002                                     | Reeixit                                             |
| 26 de novembre 18:24 | Rússia - Kolibri | RAKA                                                  | Òrbita baixa                                     | Demostració tecnològica                              | 4 de maig 2002                                      | Reeixit                                             |
| 26 de novembre 18:24 | Vol de la ISS 6P El Kolibri es va desplegar del Progress el 19 de març 2002 |                                                       |                                                  |                                                      |                                                     |                                                     |
| 27 de novembre 00:35 | Europa - Ariane 4 44LP | Europa - Ariane 4 44LP                                | França - Kourou ELA-2                            | França - Kourou ELA-2                                | França - Arianespace                                | França - Arianespace                                |
| 27 de novembre 00:35 | Estats Units - DirecTV-4S | DirecTV                                               | Geosíncrona                                      | Comunicacions                                        | En òrbita                                           | Operacional                                         |
| 27 de novembre 00:35 | Vol final del Ariane 4 44LP |                                                       |                                                  |                                                      |                                                     |                                                     |
| Desembre             | |                                                       |                                                  |                                                      |                                                     |                                                     |
| 1 de desembre 18:04  | Rússia - Proton-K/DM-2 | Rússia - Proton-K/DM-2                                | Kazakhstan - Baikonur                            | Kazakhstan - Baikonur                                | Rússia - VKS                                        | Rússia - VKS                                        |
| 1 de desembre 18:04  | Rússia - Kosmos 2382 (GLONASS) | KNITs                                                 | Òrbita mitjana                                   | Navegació                                            | En òrbita                                           | Operacional                                         |
| 1 de desembre 18:04  | Rússia - Kosmos 2383 (GLONASS) | KNITs                                                 | Òrbita mitjana                                   | Navegació                                            | En òrbita                                           | Operacional                                         |
| 1 de desembre 18:04  | Rússia - Kosmos 2384 (GLONASS) | KNITs                                                 | Òrbita mitjana                                   | Navegació                                            | En òrbita                                           | Operacional                                         |
| 5 de desembre 22:19  | Estats Units - Transbordador espacial Endeavour | Estats Units - Transbordador espacial Endeavour       | Estats Units - Kennedy LC-39B                    | Estats Units - Kennedy LC-39B                        | Estats Units - United Space Alliance                | Estats Units - United Space Alliance                |
| 5 de desembre 22:19  | Estats Units - STS-108 | NASA                                                  | Òrbita baixa (ISS)                               | Acoblament de la ISS                                 | 17 de desembre 17:55                                | Reeixit                                             |
| 5 de desembre 22:19  | Itàlia Estats UnitsRaffaello MPLM | ASI/NASA                                              | Òrbita baixa (ISS)                               | Logística                                            | 17 de desembre 17:55                                | Reeixit                                             |
| 5 de desembre 22:19  | Estats Units - Starshine 2 | NASA                                                  | Òrbita baixa                                     | Demostració tecnològica                              | 26 d'abril 2002                                     | Reeixit                                             |
| 5 de desembre 22:19  | Vol espacial orbital tripulat amb set astronautes Intercanvi de tripulació de la ISS (llançats amb l'Expedition 4) El Starshine 2 es va llançar el 16 de desembre, 15:02 UTC                                        |                                                       |                                                  |                                                      |                                                     |                                                     |
| 7 de desembre 15:07  | Estats Units - Delta II 7920-10 | Estats Units - Delta II 7920-10                       | Estats Units - Vandenberg SLC-2W                 | Estats Units - Vandenberg SLC-2W                     | Estats Units - Boeing IDS                           | Estats Units - Boeing IDS                           |
| 7 de desembre 15:07  | França Estats Units - Jason 1 | CNES/NASA                                             | Òrbita baixa                                     | Oceanografia                                         | En òrbita                                           | Operacional                                         |
| 7 de desembre 15:07  | Estats Units - TIMED | NASA                                                  | Òrbita baixa                                     | Investigació solar                                   | En òrbita                                           | Operacional                                         |
| 10 de desembre 17:18 | Ucraïna - Zenit-2 | Ucraïna - Zenit-2                                     | Kazakhstan - Baikonur Site 45/1                  | Kazakhstan - Baikonur Site 45/1                      |                                                     |                                                     |
| 10 de desembre 17:18 | Rússia - Meteor 3M-1 | Rosaviakosmos                                         | Òrbita baixa                                     | Satèl·lit climàtic                                   | En òrbita                                           | Operacional                                         |
| 10 de desembre 17:18 | Kompas | IZMIRAN                                               | Òrbita baixa                                     | Predicció de terratrèmols                            | En òrbita                                           | Operacional                                         |
| 10 de desembre 17:18 | Badr B |                                                       | Òrbita baixa                                     | Imatgeria de la Terra                                | En òrbita                                           | Operacional                                         |
| 10 de desembre 17:18 | Maroc-Tubsat | Centre Royal de Teledetection Spatiale                | Òrbita baixa                                     | Imatgeria de la Terra/Comunicacions                  | En òrbita                                           | Operacional                                         |
| 10 de desembre 17:18 | Rússia Estats Units - Reflektor | Rosaviakosmos/Força Aèria dels Estats Units d'Amèrica | Òrbita baixa                                     | Investigació de brossa espacial                      | En òrbita                                           | Operacional                                         |
| 21 de desembre 04:00 | Ucraïna - Tsyklon-2 | Ucraïna - Tsyklon-2                                   | Kazakhstan - Baikonur Site 90/20                 | Kazakhstan - Baikonur Site 90/20                     |                                                     |                                                     |
| 21 de desembre 04:00 | Rússia - Kosmos 2383 | Exèrcit rus                                           | Òrbita baixa                                     | Reconeixement                                        | 20 de març 2004                                     | Reeixit                                             |
| 28 de desembre 03:24 | Ucraïna - Tsyklon-3 | Ucraïna - Tsyklon-3                                   | Rússia - Plesetsk Site 32/2                      | Rússia - Plesetsk Site 32/2                          | Rússia - VKS                                        | Rússia - VKS                                        |
| 28 de desembre 03:24 | Rússia - Kosmos 2384 (Strela) | VKS                                                   | Òrbita baixa                                     | Comunicacions                                        | En òrbita                                           | Operacional                                         |
| 28 de desembre 03:24 | Rússia - Kosmos 2385 (Strela) | VKS                                                   | Òrbita baixa                                     | Comunicacions                                        | En òrbita                                           | Operacional                                         |
| 28 de desembre 03:24 | Rússia - Kosmos 2386 (Strela) | VKS                                                   | Òrbita baixa                                     | Comunicacions                                        | En òrbita                                           | Operacional                                         |
| 28 de desembre 03:24 | Rússia - Gonets D1-10 (Gonets) | VKS                                                   | Òrbita baixa                                     | Comunicacions                                        | En òrbita                                           | Operacional                                         |
| 28 de desembre 03:24 | Rússia - Gonets D1-11 (Gonets) | VKS                                                   | Òrbita baixa                                     | Comunicacions                                        | En òrbita                                           | Operacional                                         |
| 28 de desembre 03:24 | Rússia - Gonets D1-12 (Gonets) | VKS                                                   | Òrbita baixa                                     | Comunicacions                                        | En òrbita                                           | Operacional                                         |

## Encontres espacials
| Data (GMT)     | Nau espacial | Esdeveniment                    | Comentaris                    |
| -------------- | ------------ | ------------------------------- | ----------------------------- |
| 15 de gener    | Stardust     | 1r sobrevol de la Terra         |                               |
| 12 de febrer   | NEAR         | Aterrat a 433 Eros              | Primer aterratge en asteroide |
| 25 de maig     | Galileo      | 8è sobrevol de Cal·listo        |                               |
| 6 d'agost      | Galileo      | 4t sobrevol d'Ió                |                               |
| 22 de setembre | Deep Space 1 | Sobrevol de 19P/Borrelly        |                               |
| 24 d'octubre   | Mars Odyssey | Inserció en òrbita areocèntrica |                               |

## EVAs
| Inici Data/Hora      | Duració           | Hora Finalització    | Nau espacial                                   | Tripulació                                                              | Funció | Comentaris                                                                        |
| -------------------- | ----------------- | -------------------- | ---------------------------------------------- | ----------------------------------------------------------------------- | --- | --------------------------------------------------------------------------------- |
| 10 de febrer 15:50   | 7 hores 34 minuts | 23:24                | STS-98 ISS Transbordador espacial Atlantis -   | Estats Units - Thomas D. Jones · Estats Units - Robert Curbeam          | Eliminades les cobertes protectores de llançament i desconnectat els cables refrigeració entre el Destiny i Atlantis, mentre que a l'interior els membres de la tripulació van traslladar el laboratori de 110 metres/cúbics de la zona de càrrega al seu lloc final del node Unity. En Curbeam i en Jones connecten llavors les línies elèctriques i de refrigeració al laboratori, durant el qual una petita quantitat d'amoníac cristal·lí es va filtrar d'una de les mànegues, cosa que va provocar un procediment de descontaminació. |                                                                                   |
| 12 de febrer 15:59   | 6 hores 50 minuts | 22:49                | STS-98 ISS Atlantis                            | Estats Units - Thomas D. Jones · Estats Units - Robert Curbeam          | S'instal·la l'adaptador d'acoblament de transport al Destiny, instal·lat sobre cobertes aïllants de les agulles que tancaven el Destiny en el seu lloc durant el llançament, que s'adjunta una sortida al sistema d'aire del laboratori, passamans i preses de corrent instal·lades a l'exterior del Destiny, i s'adjunta una base per al braç robòtic de l'estació espacial en el futur. |                                                                                   |
| 14 de febrer 14:48   | 5 hores 25 minuts | 20:13                | STS-98 ISS Atlantis                            | Estats Units - Thomas D. Jones · Estats Units - Robert Curbeam          | S'adjunta una antena de recanvi de comunicacions a l'estació, una doble comprovació connexions entre el laboratori Destiny i el seu port d'acoblament, i es va entregar un radiador de refrigeració a l'estació, s'inspecciona les connexions dels panells solars a la part superior de l'estació, i es prova l'habilitat d'un caminant espacial per portar a un membre de la tripulació immòbil de tornada a la resclosa d'aire de transport.                                                                                             | 100è passeig espacial americà.                                                    |
| 11 de març 05:12     | 8 hores 56 minuts | 14:08                | STS-102 ISS Transbordador espacial Discovery - | Estats Units - James S. Voss · Estats Units - Susan J. Helms            | Es prepara el PMA-3 per a la reposició del moll del Unity' - S per preparar-se pel mòdul Leonardo MPLM. S'elimina un Lab Cradle Assembly de la zona de càrrega del transbordador i s'instal·la a la banda del Destiny, i s'instal·la una safata de cables al Destiny per al seu ús posterior pel braç robòtic de l'estació. Després de tornar a entrar en borsa d'aire del transbordador, els astronautes es mantenen disposats a ajudar els problemes trobats per la tripulació a l'interior del transbordador.                           | El EVA de més duració de la història.                                             |
| 13 de març 05:23     | 6 hores 21 minuts | 11:44                | STS-102 ISS Discovery                          | Austràlia/ Estats Units - Andy Thomas · Estats Units - Paul W. Richards | S'instal·la una Plataforma d'emmagatzematge externa per a les peces de recanvi de l'estació, que s'adjunta una bomba de líquid refrigerant d'amoníac de recanvi a la plataforma, acabat de connectar diversos cables posats en marxa a la primera EVA per al braç robòtic de l'estació. Inspeccionat el node de connexió de refrigeració del Unity, i s'inspecciona un experiment exterior, la sonda de potencial flotant. |                                                                                   |
| 22 d'abril 11:45     | 7 hores 10 minuts | 18:55                | STS-100 ISS Transbordador espacial Endeavour - | Canadà - Chris Hadfield · Estats Units - Scott E. Parazynski            | S'instal·la l'antena de UHF, i l'Agència espacial canadenca va fer el Canadarm2. Connexió dels cables que donen energia al braç i permet acceptar ordres de l'ordinador des de l'interior del laboratori. | Hadfield esdevé el primer astronauta canadenc en realitzar un passeig espacial.   |
| 24 d'abril 12:34     | 7 hores 40 minuts | 20:14                | STS-100 ISS Endeavour                          | Canadà - Chris Hadfield · Estats Units - Scott E. Parazynski            | Connectats els circuits del Power Data Grapple Fixture pel Canadarm2 en el Destiny, s'elimina l'antiga antena de comunicacions, transferit un recanvi de Direct Current Switching Unit de la zona de càrrega del transbordador per a un rack d'equips d'emmagatzematge a l'exterior del Destiny. |                                                                                   |
| 8 de juny 14:21      | 19 minuts         | 14:40                | Expedition 2 ISS Zvezda                        | Rússia - Yury Usachyov · Estats Units - James S. Voss                   | Instal·lat el con d'acoblament al mòdul Zvezda, en preparació per a l'arribada del compartiment d'acoblament rus Pirs. | Es realitza des del compartiment de transferència del Mòdul de Servei del Zvezda. |
| 15 de juliol 03:10   | 5 hores 59 minuts | 09:09                | STS-104 ISS Atlantis                           | Estats Units - Michael L. Gernhardt · Estats Units - James F. Reilly    | Instal·lat el Quest Joint Airlock en el node Unity. |                                                                                   |
| 18 de juliol 03:04   | 6 hores 29 minuts | 09:33                | STS-104 ISS Atlantis                           | Estats Units - Michael L. Gernhardt · Estats Units - James F. Reilly    | Instal·lat un dels dos tancs de nitrogen d'alta pressió, i un dels dos tancs d'oxigen d'alta pressió al Quest, i s'instal·la les cobertes de trunió. |                                                                                   |
| 21 de juliol 04:35   | 4 hores 2 minuts  | 08:37                | STS-104 ISS Quest                              | Estats Units - Michael L. Gernhardt · Estats Units - James F. Reilly    | Instal·lat el segon tanc de nitrogen d'alta pressió, i el segon tanc d'oxigen en el Quest. | Primer EVA dut a terme des de la bossa d'aire del Quest.                          |
| 16 d'agost 13:58     | 6 hores 16 minuts | 20:14                | STS-105 ISS Discovery                          | Estats Units - Daniel T. Barry · Estats Units - Patrick G. Forrester    | Instal·lat un Early Ammonia Servicer en armadura del P6 de l'estació, la col·locació de la restricció del peu en un lloc d'estiba, i s'instal·la el MISSE-1 i 2 contenidors a la bossa d'aire del Quest. |                                                                                   |
| 18 d'agost 13:42     | 5 hores 29 minuts | 19:11                | STS-105 ISS Discovery                          | Estats Units - Daniel T. Barry · Estats Units - Patrick G. Forrester    | Instal·lats els cables de calefacció i passamans sobre el laboratori del Destiny. |                                                                                   |
| 8 d'octubre 14:24    | 4 hores 58 minuts | 19:22                | Expedition 3 ISS Pirs                          | Rússia - Vladímir Dejúrov · Rússia - Mikhaïl Tiurin                     | Instal·lats els cables entre Pirs, i Zvezda per permetre comunicacions de ràdio durant passeigs espacials entre les dues seccions. Passamans instal·lat al Pirs, i s'instal·la una escala exterior per ajudar els astronautes sortir de la Pirs. Es va instal·lar la grua de càrrega Strela. | Primer EVA dut a terme des del compartiment d'acoblament Pirs.                    |
| 15 d'octubre 09:17   | 5 hores 51 minuts | 15:08                | Expedition 3 ISS Pirs                          | Rússia - Vladímir Dejúrov · Rússia - Mikhaïl Tiurin                     | Instal·lats experiments russos comercials (MPAC-LLAVORS) a l'exterior del compartiment d'acoblament del Pirs. |                                                                                   |
| 12 de novembre 21:41 | 5 hores 5 minuts  | 13 de novembre 02:46 | Expedition 3 ISS Pirs                          | Rússia - Vladímir Dejúrov · Estats Units - Frank L. Culbertson          | Cables connectats a l'exterior del Pirs per al sistema d'acoblament automàtic Kurs, completat els controls de la grua de càrrega Strela, i inspeccionat i fotografiat un panell d'un panell solar a Zvezda que tenia una porció d'un panell no totalment desplegat. |                                                                                   |
| 3 de desembre 13:20  | 2 hores 46 minuts | 16:06                | Expedition 3 ISS Pirs                          | Rússia - Vladímir Dejúrov · Rússia - Mikhaïl Tiurin                     | Es va eliminar un obstrucció que impedia que la nau d'abastiment Progress s'acoblés fermament amb l'estació, i va prendre fotografies de les restes i de la interfície de connexió. |                                                                                   |
| 10 de desembre 17:52 | 4 hores 12 minuts | 22:04                | STS-108 ISS Endeavour                          | Estats Units - Linda M. Godwin · Estats Units - Daniel M. Tani          | Instal·lades mantes d'aïllament al voltant de dos acoblaments del Beta Gimbal que giren les ales solars de l'estació matriu, i es va realitzar per fer-se per davant tasques com a preparació pels passeigs espacials del STS-110. |                                                                                   |